# ジャン＝ジャック・バルテルミ

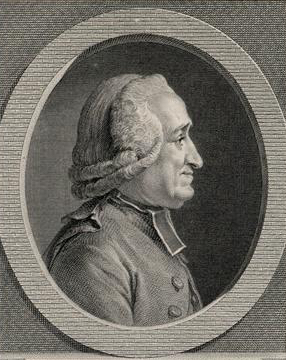
ジャン＝ジャック・バルテルミ

ジャン＝ジャック・バルテルミ（Jean-Jacques Barthélemy、1716年1月20日 - 1795年4月30日）は、フランスの考古学者、貨幣学者、作家。パルミラ文字、フェニキア文字、帝国アラム文字碑文の解読者であり、また古代ギリシアを題材にした創作『アナカルシス旅行記』の作者として知られる。
バルテルミ神父(l'abbé Barthélemy)と呼ばれ、トンスラと修道士の服をつけることを許されていたが、司祭には叙階されていなかった。

## 略歴
バルテルミは南フランスのキャシ（現ブーシュ＝デュ＝ローヌ県の町）に生まれた。はじめマルセイユのオラトリオ会の大学、ついでイエズス会の大学、最後にラザリスト会の大学で学んだが、古代語の研究に特に興味を持ち、古代ギリシア語、ヘブライ語、シリア語、アラム語、アラビア語および数学や天文学を学んだ。
1744年にパリに出て、王立図書館のメダルの管理者であったグロ・ド・ボーズの輔佐の職を得た。1753年にグロ・ド・ボーズが没すると、その後を継いだ。当時の図書館には2万枚のメダルを保管していたが、バルテルミの任期中にメダルは倍増した。
メダル管理者の地位を得てから3年間イタリアで考古学的調査を行い、多数の遺物をフランスに持ち帰った。この頃から『アナカルシス旅行記』を書きはじめたが、完成したのは30年後の1788年だった。
1747年に碑文・文芸アカデミーの会員、1755年にイギリス王立協会のフェローになった。1789年8月25日にアカデミー・フランセーズの会員に選ばれた。フランス革命中の1793年9月に貴族であったバルテルミは逮捕されて数日間投獄された。釈放された後にフランス国立図書館の司書に推薦されたが辞退した。革命で財産を没収され、貧困のうちに死んだ。

## 業績

### セム語碑文の解読
バルテルミは1754年にパルミラ文字を解読した。パルミラ文字とギリシア文字の2言語碑文をもとに、ギリシア語にある固有名詞に対応するパルミラ文字の文字列を探すことで解読できた。これは古代文字が最初に解読された例であり、その解読方法は後世の模範になった。
- Réflexions sur l'alphabet et sur la langue dont on se servoit autrefois à Palmyre. Paris. (1754)

バルテルミはまた、1758年にはじめてフェニキア文字を解読し、1764年には改良された解読を発表した。ここでも17世紀にマルタ島で発見されていたフェニキア語とギリシア語の2言語の碑文(英語版)をもとに解読し、その結果を使って貨幣のフェニキア文字も読めることを確認した。

### 創作
バルテルミは古代ギリシアを題材にした歴史小説を書いた。とくに1788年の『アナカルシス旅行記』は人気があり、大著にもかかわらず英語やドイツ語に翻訳された。
- Les Amours de Carite et de Polydore. Paris. (1760)（古代ギリシア文学の翻訳を装った小説）
- Voyage du jeune Anacharsis en Grèce dans le milieu du quatrième siècle avant l'ère vulgaire. Paris. (1788)（スキタイ人哲学者アナカルシスの子孫が紀元前4世紀のギリシアを旅行する空想的旅行記。バルテルミの代表作）